# Wilhelm Heun
Wilhelm Heun (23 mai 1895 à Herborn et mort le 21 septembre 1986 à Göttingen), est un Generalleutnant allemand au sein de la Heer dans la Wehrmacht pendant la Seconde Guerre mondiale.
Il a été récipiendaire de la Croix de chevalier de la Croix de fer. Cette décoration est attribuée en reconnaissance d'un acte d'une extrême bravoure ou d'un succès de commandement important du point de vue militaire.

## Biographie
Début avril 1914, Heun commence des études de génie civil à l'université de technologie de Darmstadt. Lorsque la Première Guerre mondiale éclate, il se porte volontaire le 10 août 1914 pour rejoindre le 11e bataillon de chasseurs à pied (de) de l'armée prussienne. À la fin du mois, il est affecté au 24e bataillon de chasseurs à pied de réserve et rejoint le front occidental à la mi-octobre 1914. A la mi-janvier 1915, il est transféré au 1er bataillon de réserve du 28e régiment d'infanterie. 
Wilhelm Heun est capturé en mai 1945 par les troupes américaines et reste en captivité jusqu'en 1947.

## Décorations
- Croix de fer (1914)
  - 2e Classe
  - 1re Classe
- Croix d'honneur
- Agrafe de la Croix de fer (1939)
  - 2e Classe
  - 1re Classe
- Médaille du Front de l'Est
- Croix allemande en Or (23 octobre 1942)
- Croix de chevalier de la Croix de fer
  - Croix de chevalier le 9 décembre 1944 en tant que Generalmajor et commandant de la 83. Infanterie-Division[1]